# Rudolf Scherrer

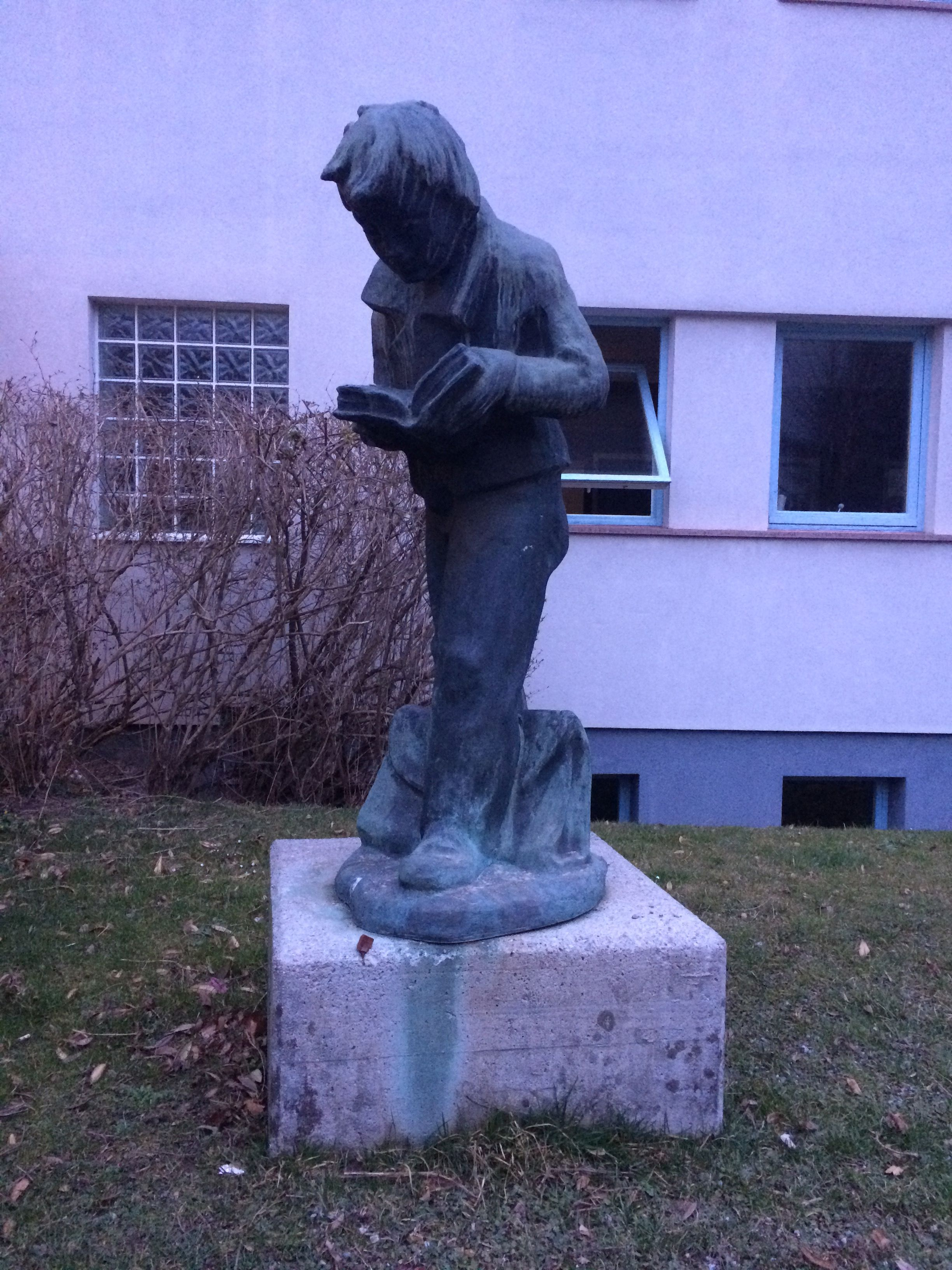
Schüler – Bronzeplastik 1956

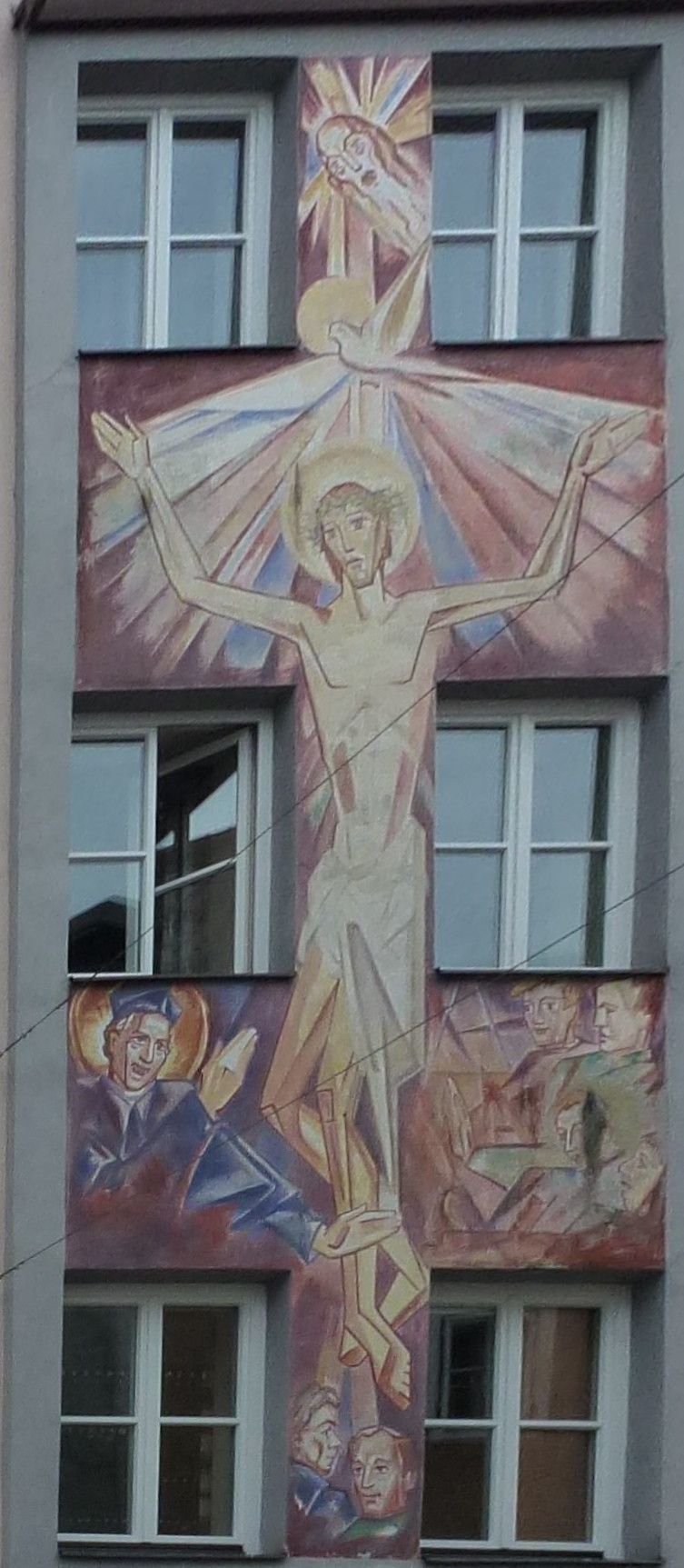
Wandmalerei in Hallein, Pfarrgasse 8, ehemaliges Don Bosco Heim

Rudolf Scherrer (* 16. April 1902 in St. Wolfgang, Oberösterreich; † 4. Mai 1969 in Hallein, Salzburg) war ein österreichischer  Bildhauer und Schuldirektor.

## Leben
Rudolf Scherrer wuchs in St. Wolfgang auf und besuchte von 1916 bis 1920 die Fachschule für Holzbearbeitung in Hallstatt.
Von 1920 bis 1924 studierte er bei Anton Hanak an der Akademie der Bildenden Künste Wien Bildhauerei. Danach arbeitete er als freischaffender Künstler und ließ sich zusätzliche zum Vergolder und Fassmaler ausbilden. Ab 1930 war er Lehrer an der Bildhauerschule Hallstatt, danach Wehrdienst von 1942 bis 1945. Nach dem Krieg war er wieder freischaffend als Künstler tätig, 1949 verlegte er seinen Lebensmittelpunkt nach Hallein. Dort unterrichtete er von 1949 bis 1967  an der Bildhauerschule Hallein und war von 1950 bis 1967 Direktor der Fachschule. 1967 trat er in den Ruhestand.

## Werke
- "Lesender Knabe" Bronzeplastik, 1956. Hallein, Mittelschule Burgfried
- "Portrait des österreichischen Komponisten Ralph Benatzky", Bronze, Konzertpavillon an der Promenade von St. Wolfgang
- Grabmalgestaltungen am Friedhof St. Wolfgang
- Wandmalerei, Seccotechnik. Hausfassade ehemaliges Don Bosco Heim, Hallein 1969

## Schüler
- Hannes Haslecker (1921–2012), Bildhauer
- Oskar Höfinger (1935–2022), Bildhauer, Maler und Zeichner